# آگوست گایلیت

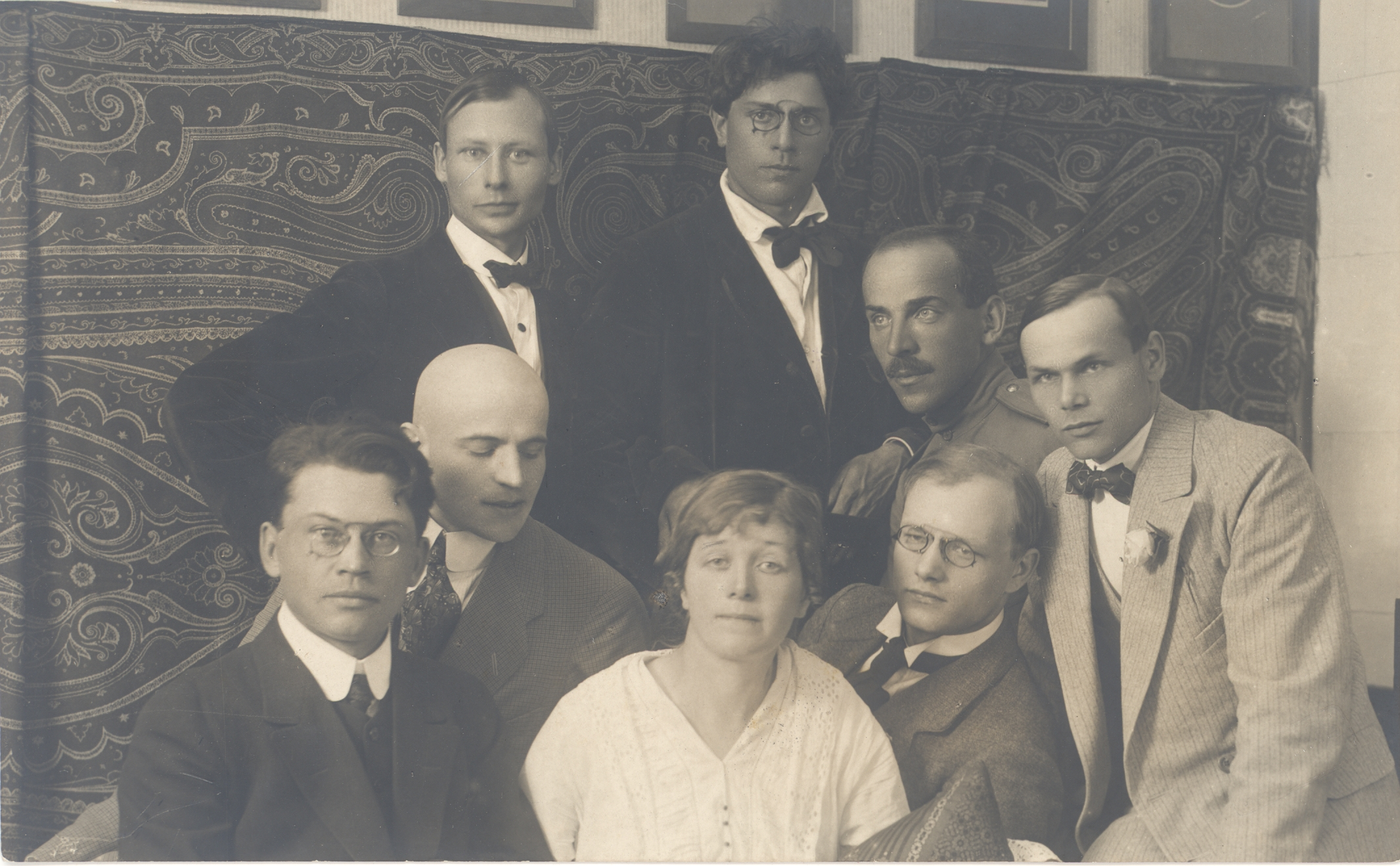
Siuru در ۱۹۱۷

آگوست گایلیت (استونیایی: August Gailit; ۹ ژانویهٔ ۱۸۹۱ – ۵ نوامبر ۱۹۶۰) نویسنده اهل استونی بود.
در اوت ۱۹۱۷ گایلیت به همراه برخی نویسندگان و شاعران دیگر، گروه ادبی به نام "Siuru" را تأسیس کردند که اشعار شهوانی آنها باعث رسوایی شد. اعضای این گروه شامل ماری اوندر، هنریک ویسناپو، یوهانس سمپر، فریدبرت توگلاس و آرتور آدسون بوده‌است.